# Eunica cabira
Eunica cabira är en fjärilsart som beskrevs av Felder 1861. Eunica cabira ingår i släktet Eunica och familjen praktfjärilar. Inga underarter finns listade i Catalogue of Life.